# Remag (Unternehmen)
Remag AG mit Hauptsitz in Mannheim ist ein Stahl- und Metallhändler. Der Umsatzanteil im deutschen Stahlhandel beträgt 9 %.
Weiterhin gehören die Biegetechnik sowie die Bearbeitung von Kaltprofilen zum Geschäftsfeld.

## Konzernstruktur
Die Geschäftstätigkeiten sind auf das Inlandsgeschäft fokussiert.

### Geschäftsfelder
- Stahlhandel
- Bewehrungstechnik
- Verarbeitung von Kaltprofilen
- Gebäudetechnik

### Tochtergesellschaften
Niederlassungen sind:
- Zentralverwaltung, Mannheim
- REMAG Stahl Distribution und Service GmbH, Nürnberg
- Stahlverarbeitung Süd (2016 geschlossen), Schwetzingen[4]
- Niederlassung Soest, Soest[5]
- BTM Bewehrungstechnik, München-Pasing[6] & Nürnberg[7]
- PVG Kaltprofile Verarbeitungstechnik, Anröchte[8]
- Stahl Ehrenfriedersdorf, Ehrenfriedersdorf[9]
- m+m Gebäudetechnik, verkauft im Januar 2018 Annaberg-Buchholz[10]
- Stahlcenter Geislingen, Geislingen an der Steige
- Stahlcenter Göppingen, Göppingen[10]

### Geschichte
Aus dem 1833 gegründeten Unternehmen Wolfgang Netter entstand 1933 die Firma Remag AG vormals Wolf Netter („Arisierung“). 1935 umbenannt in Remag AG. Gegenstand des Unternehmens war der Handel mit Bergwerksprodukten, Metallen, Metallwaren, Eisen, Stahl, Eisen- und Stahlwaren

Nach dem Verkauf des Betriebsgeländes in Nürnberg an IKEA meldete am 20. Oktober 2017 die Remag Insolvenz in Eigenverwaltung an. Inzwischen wurden im Rahmen der Insolvenz alle operativen Bereiche an Investoren veräußert. In der verbleibenden Zentralverwaltung der REMAG AG am Standort Mannheim werden lediglich noch administrative Tätigkeiten ausgeführt.